# Еві Лейбфарт
Еві Лейбфарт (26 січня 2004 , Силва, Північна Кароліна ) — американська веслувальниця, бронзова призерка Олімпійських ігор 2024 року.

## Особисте життя
Лейбфарт бісексуалка і була серед ЛГБТ-спортсменів, які змагалися на Іграх.

## Виступи на Олімпіадах
| Олімпіада  | Дисципліна                | Місце |
| ---------- | ------------------------- | ----- |
| Токіо 2020 | байдарки-одиночки, слалом | 12    |
| Токіо 2020 | каное-одиночки, слалом    | 18    |
| Париж 2024 | байдарки-одиночки, слалом | 15    |
| Париж 2024 | каное-одиночки, слалом    | 3     |
| Париж 2024 | байдарки-крос             | 10    |